# Jaroslav Škarvan
Jaroslav Škarvan (Plzeň, 3 de abril de 1944 - 21 de junho de 2022) foi um ex-handebolista checoslovaco, medalhista olímpico.
Em Olimpíadas, ele fez três partidas como goleiro.

## Títulos
- Jogos Olímpicos:
  - Prata: 1972